# Марко Етчеверрі
Марко Етчеверрі (ісп. Marco Etcheverry, нар. 26 вересня 1970, Санта-Крус-де-ла-Сьєрра) — болівійський футболіст, що грав на позиції нападника. По завершенні ігрової кар'єри — тренер. Відомий за виступами в низці болівійських та закордонних клубів, найбільш відомий за виступами в клубі MLS «Ді Сі Юнайтед», в якому він став триразовим володарем Кубка MLS і володарем Кубка чемпіонів КОНКАКАФ, а також у складі національної збірної Болівії.

## Клубна кар'єра
Марко Етчеверрі народився в місті Санта-Крус-де-ла-Сьєрра. У дорослому футболі дебютував 1986 року у складі болівійської команду «Дестроєрс», в якій грав до 1989 року, зігравши у 71 матчі чемпіонату, в якому відзначився 26 забитими м'ячами. Протягом 1990—1991 років захищав кольори іншого болівійського клубу «Болівар». У 1992 році Етчеверрі став гравцем іспанського клубу «Альбасете», в якому грав до 1993 року.
У 1994 році Марко Етчеверрі став гравцем чилійського клубу «Коло-Коло», за півроку на короткий час повернувся на батьківщину до клубу «Болівар», і вже на початку 1995 року став гравцем колумбійського клубу «Америка де Калі», в складі якого грав до кінця року.
У 1996 році Етчеверрі став гравцем клубу MLS «Ді Сі Юнайтед». У команді з американської столиці болівійський півзахисник грав до кінця 2003 з кількома коротки періодами оренди в інші клуби, та став у складі команди одним із кращих гравців як «Ді Сі Юнайтед», так і ліги загалом. У складі вашингтонського клубу болівійський півзахисник тричі ставав володарем Кубка MLS, двічі переможцем Supporters' Shield, володарем Відкритого кубка США, та володарем Кубка чемпіонів КОНКАКАФ. За час виступів в американському клубі Етчеверрі 4 рази включали до символічної збірної чемпіонату, а пізніше його включили до символічної збірної MLS всіх часів. У першій оренді до еквадорського клубу «Барселона» (Гуаякіль) Етчеверрі став чемпіоном Еквадору, а в оренді до «Орієнте Петролеро» болівійський футболіст став чемпіоном Болівії, у 1998 році знаходився також в оренді в еквадорському клубі «Емелек».
У 2004 році Марко Етчеверрі повернувся на батьківщину до клубу «Болівар», у складі якого в кінці року завершив виступи на футбольних полях.

## Виступи за збірну
У 1989 році Марко Етчеверрі дебютував у складі національної збірної Болівії. У складі збірної був учасником розіграшу Кубка Америки 1989 року у Бразилії, розіграшу Кубка Америки 1991 року у Чилі, розіграшу Кубка Америки 1993 року в Еквадорі, чемпіонату світу 1994 року у США, розіграшу Кубка Америки 1995 року в Уругваї, розіграшу Кубка Америки 1997 року у Болівії, де разом з командою здобув «срібло», розіграшу Кубка конфедерацій 1999 року у Мексиці, розіграшу Кубка Америки 1999 року у Парагваї. Загалом протягом кар'єри в національній команді, в якій грав до 2003 року, провів у її формі 71 матч, забивши 13 голів.

## Кар'єра тренера
Марко Етчеверрі розпочав тренерську кар'єру в 2009 році, очоливши тренерський штаб еквадорського клубу «Аукас». У цьому ж році колишній футболіст короткий час очолював болівійський клуб «Орієнте Петролеро». У 2023 році Етчеверрі розпочав роботу в академії свого колишнього клубу «Ді Сі Юнайтед».

## Титули і досягнення

### Командні
- Володар Кубка чемпіонів КОНКАКАФ (1):

«Ді Сі Юнайтед»: 1998
- Володар Кубка МЛС (3): 1996, 1997, 1999
- Переможець Supporters' Shield (2): 1997, 1999
- Переможець Відкритого кубка США (1): 1996
- Чемпіон Еквадору:

«Барселона» (Гуаякіль): 1997
- Чемпіон Болівії (1):

«Орієнте Петролеро»: 2001

### Збірні
- Чемпіон Південної Америки (U-16): 1986
- Срібний призер Кубка Америки: 1997

### Особисті
MLS Best XI: 1996, 1997, 1998, 1999: Гол року в MLS: 1997, 1999
MLS All-Time Best XI